# Ahmed Rebai
Ahmed Rebai (en arabe : أحمد الرباعي, [amɛd ʁebai]), de son nom complet Ahmed Ben Wajdi Rebai (أحمد بن وجدي الرباعي), né le 27 octobre 1997 à Tunis, est un chanteur tunisien.  
Issu d'une famille de musiciens originaire de Sfax, il est le neveu du chanteur Saber Rebaï.

## Biographie

### Enfance et formation
Ahmed Rebai, né en 1997 à Tunis au sein d'une famille de musiciens, avec son père Wajdi, un musicien professionnel, et son oncle Saber, un chanteur reconnu,. Son père se rend compte que son fils a du talent et qu'il faut le soutenir dans ses premiers pas et surtout l'aider à développer sa carrière. Très tôt, il l'encourage donc à apprendre la musique et à jouer du violon au sein d'écoles spécialisées, comme le Conservatoire national de musique de Tunis. Ahmed Rebai se lance dans la chanson dès l'âge de onze ans.
Après l'obtention de son baccalauréat, il suit des études universitaires à l'Institut supérieur de musique de Tunis, où il obtient une licence fondamentale en musique et musicologie en 2019. En 2020, il y suit des études de master.

### Carrière
Ses sources d'inspiration sont son oncle Saber Rebaï, mais aussi Abdel Halim Hafez, Ali Riahi et Dhekra Mohamed.
En décembre 2016, à l'âge de 19 ans, il sort son premier titre, Abati (أبتي soit Mon père), écrit par Bachir Lakkani et composé par Najib Meslmani.
En septembre 2018 sort son single Nhebbek Men Ghir Tfalsif.
En juin 2019, il fait une apparition à la télévision dans l'émission Fekrat Sami Fehri et annonce la sortie officielle de son premier album intitulé Waad, dont la première chanson associe le parolier Hossam Saïd, le compositeur Osman Gad et l'arrangeur Ahmed Magdy ; le clip vidéo est dirigé par le réalisateur Seif El Saher.
En juin 2020, il participe à la création d'un projet artistique promotionnel pour la Banque Zitouna, avec une chanson intitulée Ahna Tejmaana Al Kiyam et interprétée par Lotfi Bouchnak et Insaf Ben Ghalia,.

### Performances
- 2018 :
  - Reprise en septembre du titre Gabbar d'Abdel Halim Hafez lors de l'événement Essmaani 1 organisé par l'Association pour la recherche sur le cancer[5] ;
  - Hommage en octobre à Hassan Dahmani avec l'accompagnement de l'Orchestre national tunisien[11].
- 2019 :
  - Concert La Mélodie de la révolution : traduire la volonté du peuple en musique ! donné en janvier par l'Orchestre national tunisien avec la chanteuse Leïla Hjaiej à l'occasion de la fête de la révolution tunisienne organisée à la Cité de la culture[12] ;
  - Invité surprise de la chanteuse Latifa Arfaoui avec qui il interprète Ahimou Bi Tounes El Khadhra sur la scène du Festival international de Carthage en juillet[2],[13] ;
  - Duo avec Eya Daghnouj lors de la soirée inaugurale de la première édition des Nuits du théâtre de l'Opéra à Hammamet en août, accompagné de l'Orchestre national tunisien dirigé par Mohamed Lassoued[14],[15].
- 2020 : spectacle donné en juillet à l'occasion du 63e anniversaire de la proclamation de la République et interprété par l'Orchestre symphonique tunisien, sous la direction de Mohamed Bouslama, le chœur de l'Opéra de Tunis, l'Orchestre national tunisien et la chanteuse Abir Derbel[16].
- 2022 :
  - Participation en avril au concert Les Génériques des feuilletons ramadanesques donné par l'Orchestre symphonique tunisien sous la direction de Racem Dammak au théâtre de l'Opéra de Tunis[17],[18],[19] ;
  - Concert Angham fi Dhekra (Mélodies en mémoire) d'Abderrahman Ayadi lors de la 56e édition du Festival international de Carthage en juillet[20],[21] ;
  - Participation en août à l'évènement Majales Al-Founoun organisé par l'Organisme tunisien des droits d'auteur et des droits voisins dans une performance musicale de l'Orchestre national de musique dirigé par le maestro Youssef Belheni[22],[23].

## Discographie
- 2016 : Abati (single)
- 2018 : Nhebbek Men Ghir Tfalsif (single)[24]
- 2019 : Waad (album)
  - Waad[24]
  - Hekayti Ana[24],[25]
  - La Mantoub[24]
- 2020 : Tamenouni Einik (single)[24]
- 2021 :
  - Nedem (single)[26]
  - Yalli Nsiti (single)
- 2022 :
  - Nkhaf Alik (single)
  - Regrets (single)
  - Oumouri (single)

## Prix et distinctions
- Mars 2018 : trophée d'honneur décerné par le Lions Clubs en hommage à son soutien à ses œuvres sociales[1] ;
- Février 2019 : certificat d'honneur pour la collaboration et l'entraide avec le collectif Amicalement Vôtre[1] ;
- Prix du meilleur artiste jeune en Tunisie pour l'année 2019 remis par l'Union tunisienne des jeunes travailleurs[1].
- Avril 2021 : premier prix de la 20e édition du Festival de la chanson tunisienne organisé au théâtre de l'Opéra pour son projet Nedem (paroles et composition de Slim Abdallah et arrangement de Marwen Zaïdi)[27]